# Shah
Shah kann ein Familienname sein oder als englische Transkription von Schah, dem persischen Wort für Herrscher, ein Beiwort zu dem jeweiligen Herrschernamen (ähnlich wie im Deutschen König Max XV.).

## Namensträger
- Abdullah Shah (* 2001), pakistanischer Fußballspieler
- Amit Shah (Politiker) (* 1964), indischer Politiker
- Amit Shah (Schauspieler) (* 1981), britischer Theater- und Filmschauspieler
- Amit Shah (Bürgermeister), indischer Politiker, Bürgermeister von Ahmedabad 2005–2008
- Amritlal B. Shah (1920–1981), indischer Bürgerrechtler
- Aram Shah, 2. Sultan des Delhi-Sultanats
- Arvind Shah (* 1940), Schweizer Elektroingenieur, Dozent und Wissenschaftler
- Azlan Shah (1928–2014), Sultan von Perak, ehemaliger König von Malaysia
- Chandulal Shah (1898–1975), indischer Filmregisseur und Filmproduzent
- Ghulam Mohammad Shah (1920–2009), indischer Politiker
- Haider Ali Shah (* 1963), pakistanischer Dreispringer
- Hoshang Shah († 1435), Sultan von Malwa
- Idries Shah (Idris Shah; 1924–1996), indischer Autor
- Intaz Shah, fidschianischer Fußballschiedsrichter
- Irwan Shah (* 1988), singapurischer Fußballspieler
- Ismail Nasiruddin Shah (1906/1907–1979), Sultan von Terengganu und malaysischer Wahlkönig
- Jagdeep Shah (* 1942), indisch-amerikanischer Physiker
- Kalpana Devi Koonjoo-Shah, mauritische Politikerin
- Khushdil Shah (* 1995), pakistanischer Cricketspieler
- Kiran Shah (* 1956), kenianischer Film- und Theaterschauspieler sowie Stuntman
- Kodardas Kalidas Shah (1908–1986), indischer Politiker
- Manubhai Shah (1915–2000), indischer Politiker
- Marzieh Shah-Daei (* 1962), iranische Managerin (NPC)
- Meena Shah (* um 1935), indische Badmintonspielerin
- Mian Faruq Shah (1907–??), afghanischer Hockeyspieler
- Mitul Shah († 2013), kenianisch-indischer Geschäftsmann und Fußballfunktionär
- Mohamed Shah (* 1978), pakistanischer Hürdenläufer
- Nadine Shah (* 1986), britische Popsängerin, Songwriterin und Musikerin
- Naseem Shah (Politikerin) (* 1973), britische Politikerin
- Naseem Shah (Cricketspieler) (* 2003), pakistanischer Cricketspieler
- Naseeruddin Shah (* 1950), indischer Schauspieler
- Niyati Roy-Shah (* 1965), indische Tischtennisspielerin
- Rahmat Shah (* 1993), afghanischer Cricketspieler
- Raj Shah, stellvertretender Direktor für Kommunikation und Recherche von US-Präsident Donald Trump
- Rajiv Shah (* 1973), US-amerikanischer Mediziner und hoher Beamter
- Reza Shah-Kazemi (* 1960), Islamwissenschaftler
- Rish Shah (* 1998), britisch-indischer Schauspieler
- Roger Shah (* 1972), deutscher Trance-DJ und -Produzent
- Saira Shah (* 1964), britische Filmemacherin und Autorin
- Sanjay Shah (* 1970), britischer Geschäftsmann
- Sayed Tahir Shah (* 1980), afghanischer Fußballspieler
- Sebastian Francis Shah (* 1957), Weihbischof in Lahore
- Shazada Muhammad Shah-Rukh (1926–2015), pakistanischer Radrennfahrer und Hockeyspieler
- Sonal Shah (* 1980), US-amerikanische Schauspielerin
- Syed Khurshid Ahmed Shah (* 1952), pakistanischer Politiker und Rechtsanwalt
- Syed Murad Ali Shah (* 1962), pakistanischer Politiker
- Tarik Shah (* 1963), US-amerikanischer Jazzmusiker und Jihaddist
- Tejal Shah (* 1979), indische Fotografin, Video- und Installationskünstlerin und LGBT-Aktivistin
- Viren J. Shah (1926–2013), indischer Politiker und Industrieller
- Waris Ali Shah (1817–1905), Sufi-Heiliger aus Dewa, Barabanki, Indien, und Gründer des Warsi-Sufi-Ordens
- Yoonus Shah (* 2001), indischer Mittelstreckenläufer
- Zaharie Ahmad Shah (1961–2014), malaysischer Pilot
- Zahir Shah al-Zadah (1910–??), afghanischer Hockeyspieler